# Emanuel Zyska
Emanuel Zyska (ur. 21 listopada 1896 w Dolnych Hajdukach (obecnie Chorzów Batory, dzielnica Chorzowa), zm. 18 czerwca 1960 w Chorzowie) – urzędnik, działacz ruchu śpiewaczego, powstaniec śląski.

## Życiorys
Po ukończeniu szkoły powszechnej, w kwietniu 1911 podjął pracę jako uczeń biurowy w Zarządzie Gminy Wielkie Hajduki (obecnie Chorzów). W tym czasie, aż do 1915 działał w Towarzystwie św. Alojzego przy parafii św. Jadwigi w Królewskiej Hucie (obecnie Chorzów). Celem Towarzystwa było szerzenie oświaty polskiej na gruncie katolickim oraz „uczciwa zabawa”.
Uczestnik I oraz III powstania śląskiego; podczas tego ostatniego był członkiem Komendy Placu w Hajdukach Wielkich (obecnie Chorzów Batory).
Działacz plebiscytowy, pracownik terenowy Polskiego Komisariatu Plebiscytowego. Za tę działalność komisarz rządu polskiego Wojciech Korfanty przyznał mu w maju 1921 honorową odznakę "Za działalność i wierną służbę Ojczyźnie".
W latach 1911-25, gdy urząd burmistrza sprawował Ernst Fuhrmann, pracował w Urzędzie Stanu Cywilnego, Urzędzie Meldunkowym, Oddziale Rent Socjalnych oraz Oddziale Zarządzania Szkołami. Od stycznia 1925 starszy sekretarz gminy Wielkie Hajduki (obecnie Chorzów Batory). Od kwietnia 1931 zatrudniony dożywotnio jako starszy sekretarz gminny, od maja 1937 inspektor biura. Od 1928 do sierpnia 1939 pracował jako urzędnik stanu cywilnego oraz kierownik Oddziału Zarządzania Szkołami.
Aktywny działacz ruchu śpiewaczego, wielokrotny wiceprzewodniczący chóru "Harmonia" w Hajdukach Wielkich (obecnie Chorzów Batory) (1921-39). W latach 1934–1939 śpiewał w chórze przy kościele św. Józefa w Świętochłowicach-Zgodzie.
W latach 1924-39 działacz koła w Hajdukach Wielkich (obecnie Chorzów Batory, dzielnica Chorzowa) Związku Urzędników Państwowych, Samorządowych i Komunalnych na Województwo Śląskie. Od 1936 uczestnik akcji spolszczania nazwisk i nadawania polskim imion dzieciom. Zastępca sekretarza koła organizacji Polski Biały Krzyż w Hajdukach Wielkich.
Po wybuchu II wojny światowej i wkroczeniu hitlerowców do Chorzowa, w połowie września 1939 aresztowany przez gestapo. Więziony w jego chorzowskiej siedzibie przy ul. Rostka do początku 1940 roku. Po zwolnieniu referent w Wydziale Szkolnym, Podatkowym i Osobowym w Zarządzie Miejskim w Dąbrowie Górniczej. Nie ukrywał swej polskiej narodowości, starał się bronić przed zwolnieniem polskich pracowników.
Od lutego 1945 pracownik Zarządu Miejskiego Chorzowa, w styczniu 1946 mianowany urzędnikiem Urzędu Stanu Cywilnego w Chorzowie. W maju 1945, z powodów politycznych zmuszony do przejścia w stan spoczynku. Krótko pracował fizycznie, następnie zatrudniony jako pracownik umysłowy w Przedsiębiorstwie Wodociągów i Kanalizacji w Chorzowie.
W grudniu 1956 współzałożyciel Stowarzyszenia Miłośników Miasta Chorzowa. Od 1923 żonaty z Marią Korpus, mieli syna i dwie córki. Syn, prof. dr hab. Bronisław Zyska (1924-2006) był m.in. pierwszym dyrektorem Instytutu Bibliotekoznawstwa i Informacji Naukowej Uniwersytetu Śląskiego w Katowicach.
Zmarł 18 czerwca 1960 w Chorzowie, pochowany na cmentarzu parafii św. Jadwigi.